# Mélanie Hahnemann
Marie Melanie d'Hervilly Gohier Hahnemann (2 de febrero de 1800 - mayo de 1878) fue una homeópata y médica francesa. Se casó en 1835 con Samuel Hahnemann, siendo su segunda esposa.

## Trayectoria
Nacida en el seno de una familia noble francesa, tras pelear con su madre salió de casa y se fue a vivir con su profesor de pintura, Guillaume Guillon Lethière, en 1815. Durante la epidemia de cólera de 1832, en París, se interesó por la homeopatía. En 1834 visitó a Hahnemann y un año después se casaron. Abrió una clínica en París y le ayudó. Fue a formarse a la The Allentown Academy of Homeopathic Healing Art en Estados Unidos.